# Lostock, New South Wales
Lostock är en ort i Australien. Den ligger i kommunen Dungog och delstaten New South Wales, i den sydöstra delen av landet, omkring 170 kilometer norr om delstatshuvudstaden Sydney. Orten hade 65 invånare år 2021.